# Auguste d’Anethan
Auguste d’Anethan (* 17. Februar 1829; † 11. Juni 1906 in Paris) war ein belgischer Diplomat.

## Leben
Auguste d’Anethan war ein Sohn von Jules Joseph d’Anethan und heiratete Isabelle Mosselman du Chenoy (1842–1876), eine Tochter von Isabelle Coghen (1822–1891) und Théodore Mosselman du Chenoy .
D’Anethan war der erste belgische Gesandte nach dem Ende des Kirchenstaates bei Pius IX. und ab 1878 bei Leo XIII. Er war beauftragt, auf dem Quirinal die religiösen Ambitionen von Leopold II. zu propagieren. Am 10. November 1876 übermittelte D’Anethan an Alessandro Franchi, seit 1874 Präfekt der Kongregation De Propaganda fide, den Wortlaut einer Rede von Leopold zur Gründung des belgischen Nationalkomitees der Internationalen Afrika-Gesellschaft. In einem Begleitschreiben erklärte D'Anethan, die Evangelisierung sei Leopold II. ein großes Anliegen. Charles Martial Lavigerie stellte die Association internationale africaine als Exponentin des Protestantismus dar, in welcher der Freund der katholischen Mission Leopold II. angesichts der Dominanz protestantischer Briten und Deutscher kaum Einfluss hätte. Am 4. Dezember 1876 erhielt D'Anethan eine Audienz bei Pius IX. Sein Bericht an den belgischen Außenminister Guillaume d'Aspremont Lynden darüber gilt als Placet des Papstes zur Afrikapolitik von Leopold II. und zeigte auch von Leopold strapazierte Argumentationsfiguren:

„J'approuve beaucoup les idées du Roi, m'a dit Pie IX, elles me semblent bonnes et très généreuses; j'ai été moi-même en Amérique révolté de voir des marchés d'esclaves; ce serait une grande chose de détruire cet affreux trafic et d'ouvrir l'Afrique à la civilisation.“

Nachdem André Langrand-Dumonceau massenhaft belgische Anleger aus dem Milieu der Katholischen Partei betrogen hatte, errang die parti libéral in Belgien in beiden gesetzgebenden Kammern die absolute Mehrheit. 1878 wurde Walthère Frère-Orban ein weiteres Mal Ministerpräsident. 1879 wurde ein laizistisches Unterrichtsgesetz verabschiedet, das dem Klerus Aufgaben in der Bildung entzog. In der Folge kam es zu einem Schulkrieg . Die Belgische Bischofskonferenz ließ einen Hirtenbrief verlesen, der den Eltern, die ihre Kinder auf eine öffentliche Schule sandten, die Krankensalbung verweigerte. Über Auguste d’Anethan strengte Frère-Orban einen Gedankenaustausch mit Leo XIII. an; dieser riet den belgischen Bischöfen zu Mäßigung und Vorsicht; eine von Frère-Orban gewünschte Rüge sprach er nicht aus, worauf Auguste d’Anethan am 5. Juni 1880 abberufen wurde und die diplomatischen Beziehungen bis 1885 unterbrochen blieben.
Auguste d’Anethan wurde am 18. Mai 1903 in den Ruhestand versetzt, was er seinem Cousin Albert d’Anethan, dem Gesandten in Tokio, mit einem Telegramm mitteilte.